# ルイ・ド・ジョクール

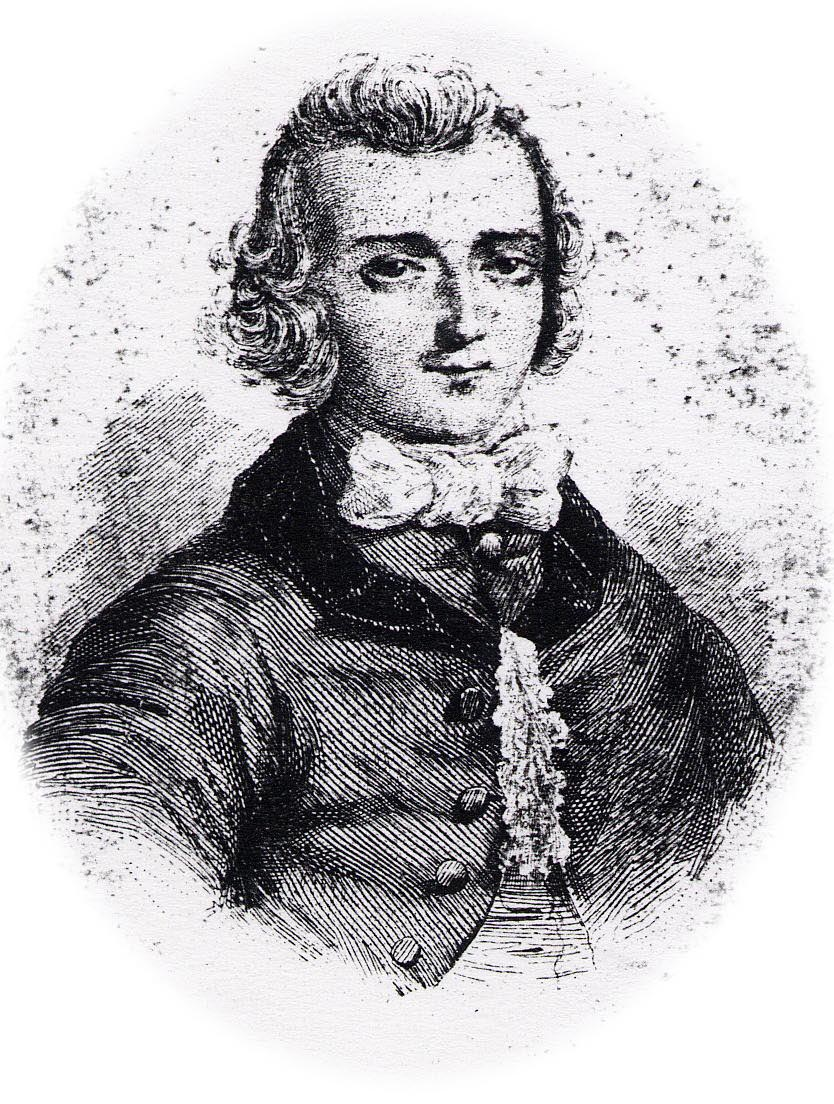
ルイ・ド・ジョクール

ルイ・ド・ジョクール（Louis de Jaucourt, 1704年9月16日 - 1779年2月3日）は、フランスの医師、啓蒙思想家、著作家である。『百科全書』の記事のうちの25％、18,000の記事を執筆し、『百科全書』の完成に貢献した。執筆した分野は生理学、化学、植物学、病理学、政治史、に及んだ。貴族主義的な出自もあり、自由主義的な執筆者であるディドロやルソーなどの執筆者影に隠れることになったが、20世紀の半ばに再評価された。

## 人物
パリに生まれた。ジュネーヴで神学、ケンブリッジ大学で自然科学、ライデンで薬学を学んだ。フランスに戻った後、20年をかけて6巻に及ぶ解剖学の著書Lexicon medicum universalisを執筆し、フランスでの検閲をさけて出版するために原稿をアムステルダムに送るが、運搬した船が沈み､20年かけた努力は失われた。1756年にゴットフリート・ライプニッツの伝記を執筆した。
ジョクールと百科全書のかかわりは出版者のMichel-Antoine Davidに頼まれて2巻に寄稿したのに始まった。その後の数巻にそれぞれいくつかの記事を寄稿し、徐々にかかわりが深くなっていった。1759年から1765年の間には1日に平均8個の記事を書き、トータル17,266項目の記事を執筆した。これは全記事71,818項目の約25%に相当し、百科全書の最多の記事作成者となった。4,700,000語の記事を書いた。特に後半の10巻から17巻においては全記事の30%から45%はジョクールの手になるもので、l'esclave de l’Encyclopedie （「百科全書の奴隷」）というあだ名がつけられた。
他の執筆者と異なり、ジョクールは充分裕福で、全書の仕事に専念しても俸給は求めなかった。大部分のジョクールの記事は書籍文献の要約からなっており、内容は既存の情報源から逐語的に引用された。自らの費用で何人かの秘書を雇い、手伝いをさせた。おもに科学分野、特に薬学と生物学の記事を書いた。対象に対して機械論の立場をとり、メニュレ・ド・シャンボーらの他の執筆者が生気論の立場を守ったのとは対照的であった。
ジョクールの関心は科学や生物学にあったが広い分野の記事を書いた。社会や歴史に関する記事では、ジョクールの政治的、思想的立場がうかがえる。戦争や君主国や人物やムハンマドのなどの重要な記事を書き、ディドロやヴォルテールのように明確な政治的立場をとることはなかったが、自由主義的な意見をもっていたことは明らかである。歴史に関する彼の作品のいくつかは過去の政治体制と当時のフランスとを比較することで、過激で反宗教的な内容が含まれていた。さらに奴隷制度や奴隷市場が自然の権利や自由に対するものとして非難する記事を書いた。
ロンドン王立協会を含む多くのアカデミーの会員となった。小惑星(6977)ジョクールに命名された。